# Jerlan Saghadijew
Jerlan Kenscheghaliuly Saghadijew (kasachisch Ерлан Кенжеғалиұлы Сағадиев, russisch Ерлан Кенжегалиевич Сагадиев Jerlan Kenschegalijewitsch Sagadijew; * 29. September 1966 in Alma-Ata, Kasachische SSR) ist ein kasachischer Ökonom und Politiker.

## Leben
Saghadijew wurde 1966 in Alma-Ata geboren. Er besuchte die Republikanische Schule für Physik und Mathematik. 1990 schloss er ein Studium der Wirtschaftswissenschaften an der Kasachischen Staatlichen Kirow-Universität ab. Einen weiteren Hochschulabschluss in Wirtschaftswissenschaften erwarb er 1993 an der University of Minnesota.
Seine Laufbahn begann er nach seinem Studienabschluss als zweiter Sekretär in der Abteilung für angewandte Wirtschaft im sowjetischen Außenministerium. Dort war er zuständig für die Entwicklung der internationalen Wirtschaftsbeziehungen. Im Anschluss daran ging er in die Vereinigten Staaten, wo er für die Weltbank arbeitete. Von 1993 bis 1994 war er Projektmanager für Technologiemarketing bei Devoloped Technology Resources in Minneapolis. Ab 1995 war er für das Unternehmen FoodMaster (Компания ФудМастер) tätig. Hier war er zuerst Generaldirektor des Unternehmens, dann Präsident des Verwaltungsrates und anschließend Generaldirektor der FoodMaster-Aseptic Company. Zwischen 2003 und 2009 war er Präsident des Verwaltungsrates von Nowyje technologii Kasachstan. In den folgenden Jahren war er Präsident der University of International Business sowie der Internationalen Universität für Informationstechnologien. Zusätzlich zu seiner Position als Universitätspräsident war er in den Jahren 2007 und 2008 freiberuflicher Berater des kasachischen Premierministers.
Ab 2012 bekleidete er verschiedene Positionen im Staatsdienst. So war er 2012 und 2013 Berater des Premierministers, bevor er am 7. Februar stellvertretender Minister für Industrie und neue Technologien wurde. Nach einer Umstrukturierung der Regierung und der Abschaffung des Ministeriums wurde Saghadijew am 13. August 2014 stellvertretender Minister für Investitionen und Entwicklung. Am 10. Februar 2016 wurde er dann zum Minister für Bildung und Wissenschaft ernannt. Diesen Posten hatte er bis zum 25. Februar 2019 inne. Seit 2020 nimmt er an der Advanced Leadership Initiative der Harvard University teil.

## Persönliches
Saghadijews Vater war Kenscheghali Saghadijew (1938–2020), ein Wirtschaftswissenschaftler und ehemaliger Präsident der Kasachischen Akademie der Wissenschaften. Jerlan Saghadijew hat zwei Brüder, Nurlan (* 1962) und Jerbol (* 1969). Er ist verheiratet und hat zwei Töchter.